# Insigna „Muncitor fruntaș al RMN”

Insigna "Muncitor fruntaş al RMN"

Insigna "Muncitor fruntaș al RMN" (în rusă Нагрудный знак "Заслуженный работник ПМР") este una dintre decorațiile auto-proclamatei Republici Moldovenești Nistrene. Ea a fost înființată prin decretul al președintelui RMN, Igor Smirnov.

## Descriere
Insigna "Muncitor fruntaș al RMN" este confecționată din alamă, semănând mai mult cu o insignă decât cu o medalie.

## Persoane decorate
- Elena Cernenko - ministrul economiei
- Irina Molokanova - ministrul finanțelor